# Terellia quadratula
Terellia quadratula är en tvåvingeart som först beskrevs av Friedrich Hermann Loew 1869.  Terellia quadratula ingår i släktet Terellia och familjen borrflugor. Inga underarter finns listade i Catalogue of Life.